# Fiorella Pierobon
Pour les articles homonymes, voir Pierobon.
Fiorella Pierobon est une chanteuse, actrice, présentatrice TV et peintre italienne, née le 18 mars 1960 à Somma Lombardo (province de Varèse) en Italie.

## Biographie

### Peinture
Fiorella Pierobon naît à Somma Lombardo (Va), le 18 mars 1960.
En 2003, après plus vingt ans de travail et plus de 40.000 apparitions à l’écran comme animatrice officielle de Canale 5, Fiorella Pierobon décide d'interrompre son contrat de travail qui la liait à la télévision italienne.
Depuis lors, Fiorella a choisi de changer de vie et de revenir à son amour premier: la peinture.
Elle s'est établie en France, à Nice où, dans les ruelles de la vieille ville de Nice, au 31 de rue droite, la rue des artistes, en Février 2007 elle a ouvert son atelier de peinture où elle réalise et expose ses travaux.
Pendant ces années passées en France, elle a participé avec succès à beaucoup expositions personnelles et collectives en France, en Angleterre (Londres), au Japon ([Osaka]) et en Italie en recevant partout des critiques flatteuses et en obtenant aussi différents prix et reconnaissances dont le plus prestigieux c'est la Plaque d’Argent du Président de la République Italienne qui lui a été décernée à l’occasion du XXIV° Prix Agazzi à Mapello (Bg).
En Italie, en Mai 2008 dans les salles médiévales du Château du Tau d'Altopascio (Lu), a présenté sa première exposition personnelle Italienne "Parcours de Lumière" réalisée avec des toiles inspirées par la lecture des récits des voyageurs médiévaux qui traversaient l'Europe à pied le long des routes de la voie Francigène le parcours historique qui reliait Canterbury à Rome puis, jusqu'à Jérusalem.
La même exposition a été présentée, en juillet et août 2008, en France dans le village médiéval d'Aspremont, dans l'arrière-pays Niçois, lui aussi posté le long du parcours qui portait à Rome. De là, est née l'idée de faire devenir "Parcours de lumière" une exposition itinérante tout au long des endroits touchés par la voie Francigène et les voies “Romées”.
En décembre 2008 sa peinture a été acquise par le Musée Dino Zoli de Forlì et depuis Mai 2009 une installation permanente, expressément réalisée par elle-même avec 9 œuvres entre peintures et sculptures, est présentée à l'intérieur du nouveau Musée d'art contemporain Lu.C.C.A. (Lucca Center of Contemporary Art) de Lucques.
En juillet 2009, Fiorella a été invitée par la Région de Toscane à exposer à Florence l'exposition "Parcours de Lumière", près du siège du Conseil Régional, dans les salons historiques du Palazzo Panciatichi. Au terme de la période d'exposition, son œuvre a été acquise par la Pinacothèque du Conseil Régional de la Toscane.
En 2010, l'exposition "Parcours de Lumière" a obtenu le parrainage de l'Association Européenne des voies Francigènes.
En 2011, Fiorella Pierobon a été invitée à exposer à la 54e Biennale de Venise, dans le Pavillon Italien à Turin.
En 2012 la Pinacothèque du Casalpusterlengo prend son travail "Venir per l'acqua", en 2013 son hommage au territoire de Follonica "Di-vino santo" a été acquise par la Pinacothèque du Follonica.

#### Technique
Elle aime travailler sur différents matériaux comme le bois, le jute ou le carton en utilisant des peintures à l'huile et acryliques, en les mélangeant au sable et à la cire. L'utilisation de ces matériaux bruts, unis à la recherche de la luminosité maximale à travers l'utilisation de plusieurs strates de couleurs superposées, rend son travail unique et original.

#### Expositions d'art

##### Collectives
- 1980 : Varèse
- 1981 : Novare, Côme
- 1982 : Arezzo, Padoue
- 2006 : Lille, Nice
- 2007 : Londres, Nice, Menton, Saint-Jean-Cap-Ferrat, Vence, Cannes, Valbonne, Breil-sur-Roya, Vintimille, Biot
- 2008 : Madonna di Campiglio, Nice, Mapello/Bergame (Italie), Ōsaka (Japon), Costa Rei (Sardaigne)
- 2009 : Osaka, Follonica, Villeneuve-Loubet, Pietrasanta, Monaco.
- 2010 : Saint-Marin, Lucques, Mougins, Osaka, Milano Marittima.
- 2011 : Monaco GemLucArt, Turin 54e Biennale de Venise Pavillon Italie
- 2013 : Turin "Arte@lavoro"

##### Personnelles "Percorsi di luce" (Parcours de lumière)
- 1985 : Rome
- 2008 : Altopascio, Aspremont
- 2009 : Florence - Palais Panciatichi; Acqui Terme - Palais Robellini.
- 2010 : Lucques - Lucca Center of Contemporary Art; Pontremoli - Chateau; Berceto; Verona - Palais Gran Guardia; Parme - Palais de la Province
- 2011 : Nice - Consulat General d'Italie
- 2012 : Casalpusterlengo - Palais Lampugnani
- 2013 : Vimercate - Heart; Follonica - Pinacoteca Comunale
- 2015 : Ternate - Villa Leonardi

#### Expos / Installations Permanentes
- De mai 2009 : Lucques - Lu.C.C.A. musée: Lucca Center of Contemporary Art - "Bi-sogni d'artista" - (3e étage)
- De juillet 2009 : Florence - Pinacoteca Conseil General de Toscana
- De aout 2013: Follonica - Pinacoteca Comunale
- De novembre 2014: Turin - Eataly Lingotto - Casa Vicina

##### Prix
2007 :
- 1er prix catégorie abstrait - 8 Trophée d’or « Aurelia » – Saint-Jean-Cap-Ferrat
- 2e prix catégorie abstrait – Salon International « Pluie de toiles » - Cannes
- Coupe Prestige de l’Art, Prestige de l’Europe – Nice C.U.M.
- 1er prix pour l’originalité – Académie des beaux-arts – Saint-Jean-Cap-Ferrat

2008 :
- Plat argenté Président de la République - XXIVe Prix Agazzi – Mapello, Italie

## Les activités antérieures

### Télévision
En 1977, elle commence sa carrière à la télévision en présentant son propre programme sur TeleAltoMilanese, une des premières chaînes privées qui venait d’être créée à cette période, qu'elle quitte en 1981, pour Italia 1, engagée comme présentatrice des programmes quotidiens.
En 1982, elle commence à travailler pour Canale 5 avec l’icône de la télévision italienne Mike Bongiorno pour les programmes Bis et Superflash.
En 1983, elle devient la présentatrice officielle sur Canale 5 et ce poste lui permet d'être l'une des personnalités les plus populaires et les plus aimées de la télévision italienne.
De 1983 à 2003, elle travaille pour Canale 5 en présentant de nombreux programmes.
En juin 2003, elle décide de laisser Canale 5 à la recherche d’un meilleur mode de vie.
En septembre 2003, elle commence à travailler pour Rai Uno. Depuis elle continue à apparaître comme invitée dans divers programmes importants de la RAI.
Grâce à sa popularité, elle a été choisie à diverses reprises comme témoin pour certaines campagnes publicitaires nationales.
Elle a apporté son soutien à de nombreuses campagnes sociales dont Ministero della Sanità, Lega nazionale contro l’abbandono dei cani, Amref, Emergency, Lotta contro le leucemie infantili (Lutte contre la leucémie infantile), Médecins sans frontières, etc.

### Radio
De 1998 à 2005 elle travaille aussi parallèlement sur Radio Italia, avec l’émission à succès Buongiorno Italia (plus de 350.000 auditeurs chaque jour). L’émission est bâtie sur des interviews avec les personnalités les plus en vue de diverses disciplines : art, musique, théâtre, sport, politique, journalisme etc. …

### Cinéma
En 1992, dirigée par le maître de la «comédie à l’italienne» Dino Risi, elle interprète le rôle d’une sœur dans le téléfilm Missione d'amore (Mission of love), travaillant avec Fernando Rey, Carol Alt, Florinda Bolkan, Ethan Wayne, Philippe Caroit.
En 1996, elle obtient le rôle principal féminin dans le film Oltre la quarta dimensione (Au-delà de la quatrième dimension) dirigé par Emiliano Di Meo avec Lorenzo Brusco, Laura Efrikian, Rossana Banfi.

### Musique
En 1991, elle enregistre son premier Cd « L'affascinante gioco della seduzione (Le fascinant jeu de la séduction) » dont elle écrit tous les textes, suivi, en 1996 de son second Cd, « Encanto »
Deux chansons qu’elle interprète ont été choisies comme fond sonore pour une campagne publicitaire du chocolat Pernigotti en Italie et pour Mon Chéri Ferrero en Suisse.

## Discographie

### CD
- 1991 - L'affascinante gioco della seduzione
- 1996 - Encanto

### Disques 45
- 1991 - Segni nel cuore
- 1991 - Resta come sei
- 1991 - In una notte di luna
- 1992 - In un mondo libero
- 1996 - Manchi solo tu
- 1996 - Sulle tue rive

## Télévision
- 1977 - Ciperita
- 1978 - Chi di spalle
- 1982 - Bis
- 1982 - Superflash
- 1984 - Anteprima
- 1985 - Buongiorno Italia
- 1988 - Rivediamoli
- 1989 - Holiday on Ice
- 1990 - L'allegria fa 90
- 1990 - Festivalbar
- 1990 - Discoverde
- 1992 - Holiday on Ice
- 1999 - Vivere bene con noi - Speciale medicina
- 2001 - Facce da quiz
- 2003 - Quelli che il calcio

## Radio
- 1998-2005 - Buongiorno Italia

## Cinéma
- 1989 - Don Tonino
- 1992 - Missione d'amore
- 1996 - Oltre la quarta dimensione